# Saint-Myon
Saint-Myon ist eine französische Gemeinde mit 553 Einwohnern (Stand 1. Januar 2022) im Département Puy-de-Dôme in der Region Auvergne-Rhône-Alpes (vor 2016 Auvergne). Sie gehört zum Arrondissement Riom und zum Kanton Saint-Georges-de-Mons (bis 2015 Combronde). Die Einwohner werden Saint-Myonnais genannt.

## Geographie
Saint-Myon liegt etwa 13 Kilometer nordnordöstlich von Riom und etwa 22 Kilometer nördlich von Clermont-Ferrand. Umgeben wird Saint-Myon von den Nachbargemeinden Artonne im Norden und Osten, Aubiat im Osten, Cellule im Südosten, Beauregard-Vendon im Süden sowie Combronde im Westen.

## Bevölkerungsentwicklung
| Jahr                       | 1962 | 1968 | 1975 | 1982 | 1990 | 1999 | 2006 | 2013 |
| Einwohner                  | 285  | 265  | 269  | 271  | 302  | 313  | 399  | 459  |
| Quellen: Cassini und INSEE |      |      |      |      |      |      |      |      |

## Sehenswürdigkeiten
- Kirche Saint-Médulphe aus dem 12./13. Jahrhundert, seit 1911 Monument historique
- Priorat aus dem 13. Jahrhundert, seit 2003 Monument historique